# La stella del diavolo
La stella del diavolo (Marekors) è un romanzo di Jo Nesbø, il quinto della serie di Harry Hole. È stato pubblicato nel 2003.
Il libro è stato tradotto in danese, tedesco, rumeno, svedese, turco, inglese, sloveno, estone, italiano e molte altre lingue.

## Trama
Harry Hole, commissario della polizia anticrimine di Oslo, passa le sue giornate ad ubriacarsi: lasciato dalla sua fidanzata e obbligato dai suoi superiori ad archiviare il caso di omicidio della sua vecchia partner Ellen, decide di ammazzare i suoi demoni affogandoli nel suo veleno preferito, il whisky Jim Beam.
In città però sta colpendo un serial killer: una ragazza è stata trovata morta nel suo appartamento; un dito le è stato reciso e dietro la palpebra è stato ritrovato un diamante rosso a forma di stella.
Hole si ritrova così a lavorare fianco a fianco con il suo collega Tom Waaler, proprio colui che crede colpevole dell'omicidio di Ellen.

## Edizioni in italiano
- Jo Nesbø, La stella del diavolo, traduzione di Giorgio Puleo, Casale Monferrato: Piemme, 2008
- Jo Nesbø, La stella del diavolo, traduzione di Giorgio Puleo, Torino: Einaudi, 2015